# Kéktorkú tragopán
A kéktorkú tragopán (Tragopan temminckii) a madarak osztályának tyúkalakúak (Galliformes) rendjébe és a fácánfélék (Phasianidae) családjába tartozó faj. Tudományos nevét Coenraad Jacob Temminck holland zoológusról kapta.

## Előfordulása
Tibet, Kína, India, Vietnám és Mianmar területén honos. A magashegységek örökzöld és kevert erdejeiben él, 4600 méter magasan is előfordult már. 2500 és 3600 m között gyakori, ezért nem veszélyeztetett. A tragopánok között a legnagyobb elterjedési területű. Északon és keleten a szatírtragopán területe határolja. Összállományát az IUCN 100 000 példányra becslik. Kilátásai azonban negatívak, mert az erdőirtás miatt élőhelye töredezik.
A faj monotipikus. A korábban T. t. tonkiniensis néven leírt vietnámi alfajt nem ismerik el.

## Megjelenése
A kéktorkú tragopánok testhossza általában 64-68 centiméter, amiből 18–23 cm a viszonylag rövid farok. A tojók kisebbek, mint a kakasok, testhosszuk 58 cm körüli, farokhosszuk 15–18 cm. A kakasok testtömege 980-1600, a tyúkoké 980-1100 gramm között váltakozik. Szárnyhossza 200–225 mm közötti.
A kakasok csőre fekete hússzínű heggyel, írisze barna. Szemkörnyéke kék, és kiterjedtebb, mint a szatírtragopáné. A ferdén a szem mögött fekvő, előre mereszthető szarvak zöldeskékek, a toroklebeny halványkék. Ezt a kakas dürgéskor felfújja, ekkor egészen a melléig leér, és közepén világos foltokkal tarkított sötétkék folt tűnik fel, amit oldalt nyolc-kilenc, részben egymáshoz kapcsolódó skarlátvörös mező vesz körül. Feje fekete, és sapkája oldalt narancssárgán csíkozott. Nyakának felső részén oldalt narancssárga foltok találhatók, melyek belefolynak a nyak alsó szakaszának élénk narancssárgájába, ami a tarkón és a mellen átmegy a törzs sötétnarancsába. Hasi oldalán világoskék cseppmintázat látható, ami az oldalához közeledve egyre nagyobbá válik. Hátát, szárnyát, szárnyfedőit, és felső farokfedőit feketén keretezett, fehér foltok díszítik. Külső felső farokfedői hosszúak, lekerekítettek, és világosszürkék piros szegéllyel. Kormánytollai alapjukon bézs színűek, mintázottak és keresztszalagosak, és széles fekete végszalagosak. Lába rózsaszín.
A tyúk barna alapszíne egyedenként változó. Az alapszín vörösesbarna, de kevésbé vöröses, mint a szatírtragopán. A mandarintragopán tyúkjától is jól megkülönböztethető. Az alapszínbe fekete foltok és sávok vegyülnek, amit világos foltok és csíkok tarkítanak. Farktollai alig észrevehetően sötét keresztszalagosak. Lába világos hússzínű.
A fiatal, első éves kakasok tollazata a két nem közötti átmenetet mutatja. Inkább a tyúkra hasonlít, de feje, melle és hátának nyakhoz közeli része már kakasra utal.
|  |  |  |  |  |

## Hangja
Párzási időben a kakas emberi hanghoz hasonló, panaszkodó hangsorozatot hallat, ami a sorozatban előrehaladva egyre magasodik. Az egyes kiáltások tompa voh-ok, amelyek hangos, hosszan kitartott, brekegésszerű vaaaohh-ba mennek át. A sorozatot tompa, rekedt, rövid voah-ok sora zárja.

## Életmódja
Többnyire magányosan vagy párban jár. Éjszaka fán alszik, napközben a talajon keresi táplálékát: virágokat, bambuszrügyeket, bogyókat és rovarokat. Tél elején főként a berkenye és a hóbogyó termésével táplálkozik, később a hótakaró alól felbukkanó füveket és páfrányokat fogyasztja.

## Szaporodása
Az udvarlás pontos részletei nem ismertek. Április végén kezdődik, egészen augusztus végéig tart. A hím dürgéssel udvarol a tojónak (ilyenkor felfújja a toroklebenyét, és előmereszti a szarvait), majd a sikeres nász után bokrokra vagy alacsony fákra, legfeljebb 8 m magasra gallyakból építi fészkét. Fészekalja 3–6 bézs alapon barna foltos tojásból áll. A csibék 26-28 nap után kelnek ki.

### Fordítás
- Ez a szócikk részben vagy egészben  a   Temmincktragopan című német Wikipédia-szócikk fordításán alapul.  Az eredeti cikk szerkesztőit annak laptörténete sorolja fel. Ez a jelzés csupán a megfogalmazás eredetét és a szerzői jogokat jelzi, nem szolgál a cikkben szereplő információk forrásmegjelöléseként.